# 錠菓
錠菓（じょうか）は、成型された錠剤型固形菓子の総称である。タブレット菓子とも呼ばれる。

## 製法・分類
キャンディの一種であるが、日本食品標準成分表上では「砂糖が主原料で、これに結合剤、果汁、ミント系フレーバ等を少量混合したものを、打錠機で圧縮成型したもの」としており、同じ糖類を主原料とした固形菓子であるキャンディは、砂糖や水飴を主原料として煮詰めた後に冷し固めたものとして、これとは明確に区分されている。
ノンシュガー製品は砂糖の代わりにソルビトールを主原料としている。また、健康食品のサプリメント（主に「一般食品」に区分されるもの）もこれに含まれる場合がある。

## 主な市販品

### 清涼菓子
- ラムネ
  - ラムネ（森永製菓）
  - クッピーラムネ（カクダイ製菓）
  - フエラムネ（コリス）
- ジューC（カバヤ食品）
- 塩分チャージタブレッツ（カバヤ食品）
- 体温チャージタブレッツ（カバヤ食品）
  - 塩分チャージタブレッツは夏向け商品で、体温チャージタブレッツは冬向け商品。共に同じ製造ラインで製造している。
- カルミン（明治）
- ハイレモン（明治）
- ヨーグレット（明治）
- ペッツ（日本では森永製菓）

### ミントタブレット
- ミンティア（アサヒグループ食品）
- フリスク（オランダ、ペルフェティ・ファン・メレ（日本ではクラシエ株式会社フーズカンパニー（旧クラシエフーズ）））
- ピンキー（湖池屋）
- e-matab（UHA味覚糖）
- アイスブレーカーズ（ICE BREAKERS）（ロッテ）
- ACUOタブレット CC（ロッテ）
- ブラックブラックタブレット CC（ロッテ）
- クロレッツ ミントタブ（モンデリーズ・ジャパン）
- ポロ (ネスレ)

### 健康食品・サプリメント
- さわやか吐息（ハウス食品）
- BREO（江崎グリコ）
- クリッシュ（フレンテ・インターナショナル）

### 駄菓子類
- パンチコーラSP（松山製菓）
- ミンツシリーズ（オリオン）
- ミニシリーズ（オリオン）